# Aldo Cagnoli
Aldo Cagnoli (Reggio Emilia, 17 marzo 1897 – Reggio Emilia, 15 novembre 1940) è stato un calciatore italiano, di ruolo attaccante.

## Carriera
Nella stagione 1919-1920 gioca 6 partite in Promozione (la seconda serie dell'epoca) con la maglia della Reggiana, club fondato nel 1919 e che in quell'anno disputa il primo campionato ufficiale della sua storia; con 2 gol segnati è anche il secondo miglior marcatore stagionale della squadra. Nella stagione 1920-1921 gioca invece in Prima Categoria (la massima serie dell'epoca) sempre con la Reggiana; gioca tutte e 8 le partite in programma per la sua squadra segnando altri 2 gol; nella stagione 1921-1922 gioca ancora in Prima Categoria, con un bilancio totale di 9 presenze e 3 gol fra campionato e spareggi di fine anno. A partire dalla stagione 1922-1923 la Reggiana gioca in Seconda Divisione, ovvero la nuova seconda serie dell'epoca: al primo anno nella nuova categoria Cagnoli gioca 8 partite contribuendo al quarto posto in classifica della sua squadra con 6 gol segnati; nella stagione 1923-1924 (l'ultima della sua carriera da calciatore) gioca con più continuità sempre nel campionato di Seconda Divisione: scende infatti in campo in 14 occasioni, andando a segno per 5 volte. Con la maglia della Reggiana ha segnato complessivamente 18 gol in 45 partite distribuite nei primi cinque anni di storia della società emiliana.